# شهرستان فرانکلین (آلاباما)
شهرستان فرانکلین، آلاباما (به انگلیسی: Franklin County, Alabama) شهرستانی در ایالات متحده آمریکا است که در آلاباما واقع شده‌است.

## خصوصیات
شهرستان فرانکلین ۱٬۶۷۵٫۷۳ کیلومترمربع مساحت دارد.